# 八一馆站
八一馆站位于中华人民共和国江西省南昌市东湖区和西湖区交界处的中山路与象山南北路交叉口，是南昌地铁1号线、3号线的地铁换乘站，站名是车站西处八一起义纪念馆的简写；车站于2015年12月26日和1号线一同启用。

## 车站结构
1号线站厅在地下一层，站台在地下二层为侧式站台；3号线站厅在地下一层和1号线连通，站台在地下三层为岛式站台；车站和相邻的万寿宫站之间采用明挖法施工。
站厅设有一面文化墙《红土地》，选取气势恢宏的井冈山自然风景作为墙面内容，山形层峦起伏，主要以暖色调中的红色为主，象征着南昌的红色土地，有一定的革命意义。同时，运用抽象的线形和重叠分割，赋予画面节奏感和韵律感，间接抽象的表达红色主题，以此来弘扬江西的红色革命文化。

### 楼层
| 1层  | 地面               | 出入口                       |                    |                    |
| -1层 | 站厅               | 自动售票机、客服中心         |                    |                    |
| -2层 | 侧式站台，右侧开门 | 侧式站台，右侧开门           | 侧式站台，右侧开门 | 侧式站台，右侧开门 |
|      |                    | █ 1号线 往昌北机场（万寿宫） |                    |                    |
|      |                    | █ 1号线 往麻丘（八一广场）   |                    |                    |
|      | 侧式站台，右侧开门 |                              |                    |                    |
| -3层 |                    | █ 3号线 往银三角北（六眼井） |                    |                    |
|      | 岛式站台，左侧开门 |                              |                    |                    |
|      |                    | █ 3号线 往京东大道（墩子塘） |                    |                    |

### 出入口
本站共开放6个出入口，预留2个出入口。
其中近1、8号出入口设地下连通道通往中山路天虹商场，近2、3号出入口设地下连通道通往南昌百盛购物中心A馆，近4、5号出入口设地下连通道通往南昌百盛购物中心B馆。
| 编号                   | 指示         | 照片 | 建议前往的目的地                                                        |
| ---------------------- | ------------ | ---- | ----------------------------------------------------------------------- |
| 出口 · 1L · 升降机标志 | 中山路南侧   |      | 天虹购物中心、西湖商厦平台住宅小区、渊明南路                            |
| 出口 · 2L              | 中山路北侧   |      | 太平洋商务大厦、百盛A馆、大顺巷、渊明北路、中山名作                     |
| 出口 · 3L              | 象山北路东侧 |      | 太平洋商务大厦、百盛A馆、保赤仓巷、保赤仓巷小区、民德路、南方大厦       |
| 出口 · 4L              | 象山北路西侧 |      | 百盛商务大厦、百盛B馆、民德路、南昌市第三中学、邮政路、南昌市第一医院   |
| 出口 · 5L              | 中山路北侧   |      | 百盛商务大厦、百盛B馆、江西省银监局、繁荣路、珠宝街、南昌八一起义纪念馆 |
| 出口 · 8L              | 象山南路东侧 |      | 天虹购物中心、西上谕亭街、景田大厦、易家巷、嫁妆街                      |
| 註： 設有              |              |      |                                                                         |

## 历史
- 2009年6月2日《南昌市轨道交通1号线一期工程环境影响报告书（简本）》中本站名为中山路站位于位于中山路与象山北路交叉口[7][8]。
- 2010年8月30日的1号线一期24个站点暂用名定为中山路站[1]。
- 2010年12月15日确定将改为八一馆站[9]。
- 2015年7月20日南昌市轨道交通3号线工程环境影响评价文件拟受理情况的公示，[10]公布了《南昌市轨道交通3号线工程环境影响报告书（公示稿）》[11]。
- 2015年8月4日《关于南昌市轨道交通3号线工程规划选址的批前公示》，“八一馆站”位于中山路与象山南路的交叉口[12][13]。
- 2015年12月26日随1号线一期一同启用。
- 2016年3月19日本站B出入口附近垂直电梯发生故障导致人员受困[14]。
- 2020年12月26日，3号线车站开通。